# Rhabdocrates sporomantis
Rhabdocrates sporomantis är en fjärilsart som beskrevs av Edward Meyrick 1931. Rhabdocrates sporomantis ingår i släktet Rhabdocrates och familjen gnuggmalar. Inga underarter finns listade i Catalogue of Life.